# Gamma-glutamyltransférase 7
La gamma-glutamyltransférase 7 (ou γ-glutamyltransférase 7) est une oméga-peptidase codée par le gène GGT7 présent sur le chromosome 20 humain,,, et le chromosome 2 de la souris.
Elle présente deux activités enzymatiques :
- une activité γ-glutamyltransférase (γ-GT) EC 2.3.2.2
- une activité glutathion hydrolase EC 3.4.19.13.

Il s'agit d'une protéine membranaire intervenant dans le métabolisme du glutathion et de transfert d'acides aminés. Un changement de l'activité de cette enzyme peut révéler un état toxique ou prénéoplasique dans le foie ou les reins.